# Smalle Beek

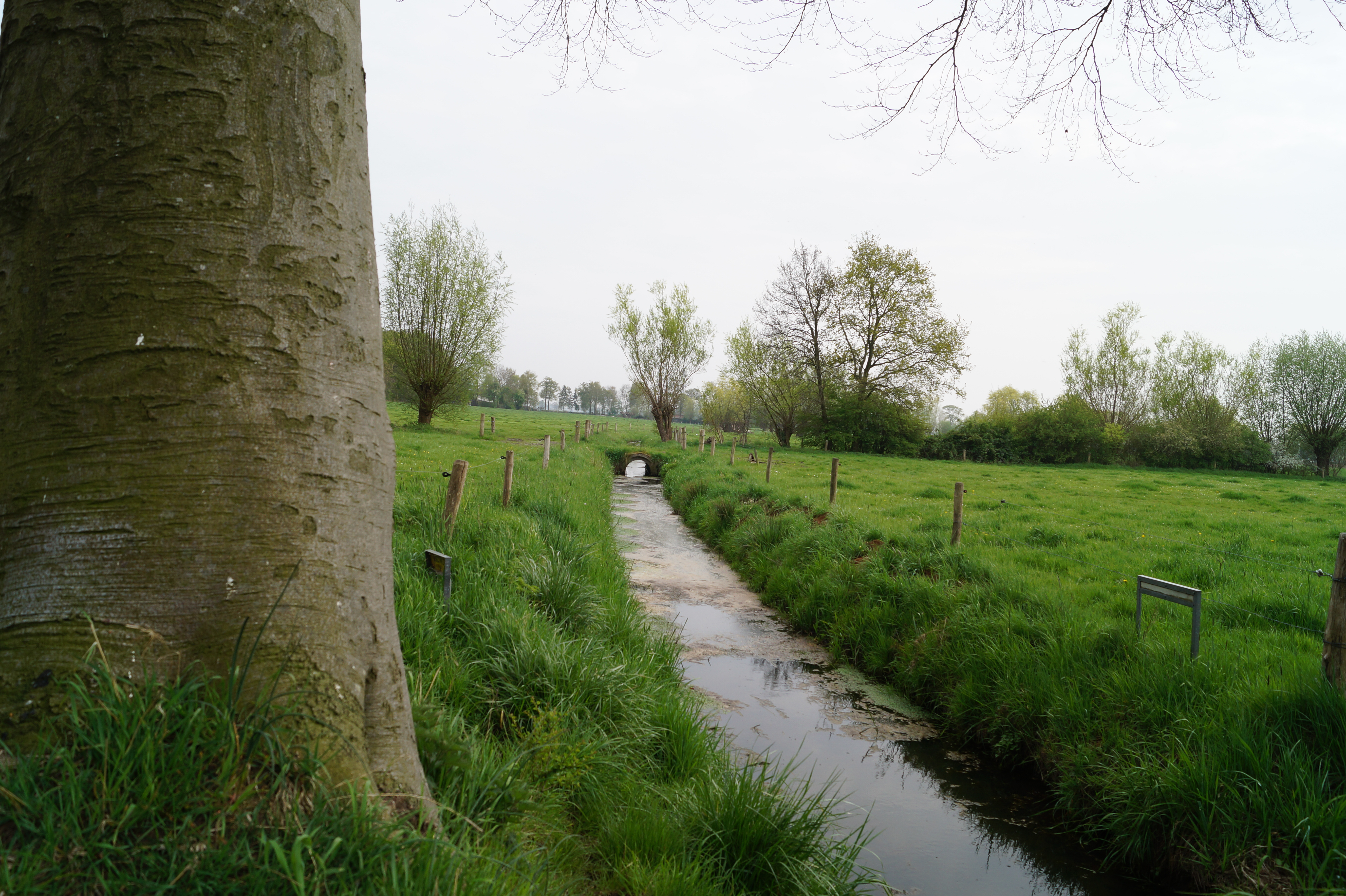
Smalle Beek bij Wouw

De Smalle Beek is een beek in de Nederlandse provincie Noord-Brabant die zich voornamelijk in de gemeente Roosendaal bevindt. 
De beek ontspringt nabij de Wouwse Plantage, bij de Weststraat, in de vroegere hei, waar oorspronkelijk het Heerlscheven lag. Het loopt in noordelijke richting, waar de Zoom wordt gekruist. Vervolgens stroomt de beek verder, vlak ten westen van de kom van Wouw door het beschermde beekdal. Vervolgens neemt ze Het Loopje op en stroomt ze langs het natuurgebiedje Zure Maden. Bij de gemeentegrens met Steenbergen wordt ze breder en stroomt als de gekanaliseerde Brandse Beek het zeekleipoldergebied binnen. 
Oorspronkelijk liep de Brandse Beek ten westen langs Kruisland om uit te monden in de Roosendaalse en Steenbergse Vliet. Na de inpoldering van Kruisland (1487) veroorzaakte deze beek (en andere beken in de omgeving) veel wateroverlast. Om die reden werd de beek in de zeventiende eeuw verlegd zodat deze nu aansluit bij de Boomvaart (aangelegd in 1643).
Het dal van de Smalle Beek is betrekkelijk diep in het landschap ingesneden (gemiddeld 3 meter lager). Het is ontstaan tijdens het weichselien, waarna de benedenloop tijdens het holoceen het karakter kreeg van een estuarium.
Het is als natte verbindingszone aangewezen.
Deze beek voorzag de slotgracht van het Kasteel van Wouw van water. 